# Bekdaulet Ibragimov
Bekdaulet Ibragimov (16 ottobre 1995) è un pugile kazako.

## Palmarès
- Campionati asiatici

Tashkent 2017: bronzo nei pesi superleggeri.